# 佐藤清郎
佐藤 清郎（さとう せいろう、1920年(大正9年)11月26日 - ）は、日本のロシア文学者。
東京生まれ。1942年満洲国立大学哈爾浜（ハルピン）学院卒、大同学院卒。大阪大学教養部助教授、教授、1975年言語文化部教授、1980年早稲田大学客員教授、1991年退任。チェーホフを中心に帝政ロシアの文学者について伝記的著作を多く行った。

## 著書
- 『チェーホフの生涯』筑摩書房 1966
- 『若きゴーリキー』筑摩書房 1968
- 『チェーホフの文学 その本質へのアプローチ』塙書房「塙新書」 1972
- 『ゴーリキの生涯』筑摩書房 1973
- 『ツルゲーネフの生涯』筑摩書房 1977
- 『チェーホフ芸術の世界 覚醒と脱出へのいざない』筑摩書房 1980
- 『チェーホフ劇の世界 その構造と思想』筑摩書房 1980
- 『チェーホフへの旅』筑摩書房 1987
- 『孤愁の文人 ノーベル賞作家ブーニン』私家版、1990
- 『観る者と求める者 ツルゲーネフとドストエフスキー』武蔵野書房 1993
- 『二葉亭四迷研究』有精堂出版 1995
- 『トルストイ心の旅路』春秋社 2001
- 『わが心のチェーホフ』以文社 2014

### 翻訳
- イ・エヌ・カザンツエフ『ソヴェトにおける授業の方法』勝田昌二共訳 明治図書出版 1956
- ヴェ・ア・ヴェイクシャン『トルストイと教育論』新評論社・教育新書 1956
- エヌ・フェーレ『愛と規律の教育者 わが師マカレンコ』東洋館出版社 1957
- ワンダ・ワシレフスカヤ『新中国紀行』大日本雄弁会 講談社 1957
- 『自選エレンブルグ文学・芸術論集 附・雪どけ論争』新興出版社 1957
- ヴェ・カッシス『チベット横断記』ベースボール・マガジン社 スポーツ新書 1957
- ミハイル・ニキーチン『ドストエフスキーの初恋』一橋書房 1957
- エリ・フバート『謎の大陸 南極探検物語』ベースボール・マガジン社 秘境探検双書 1958
- ポスムイシ『現代東欧文学全集 第7 パサジェルカ』恒文社 1966
- アナトーリイ・ルイバコフ『ソスニャーキの夏』恒文社 1966
- ア・ロナ・タシ『蒙古の遊牧民をたずねて』ベースボール・マガジン社 秘境探検双書 1966
- 『チェーホフの言葉　人生の知恵』 彌生書房 1968、新版1997。訳編
- 『世界文学全集 第43 チェーホフ 六号室 かわいい女 犬をつれた奥さん いいなずけ』集英社 1969
- クドリャフツェフ『革命か神か ドストエフスキーの世界観』新潮社 1971

## 参考
- 「佐藤清郎客員教授略年譜」『教養諸学研究』1991
- 『ツルゲーネフの生涯』著者略歴

## 注
1. ↑  『現代日本人名録』